# Kérouané
Kérouané är en prefekturhuvudort i Guinea.   Den ligger i prefekturen Kerouane Prefecture och regionen Kankan Region, i den sydöstra delen av landet, 500 km öster om huvudstaden Conakry. Kérouané ligger 533 meter över havet och antalet invånare är 7 228.
Terrängen runt Kérouané är varierad. Runt Kérouané är det ganska glesbefolkat, med 36 invånare per kvadratkilometer. Närmaste större samhälle är Damaro, 19,6 km sydost om Kérouané. I omgivningarna runt Kérouané växer huvudsakligen savannskog.